# Bundesbestenspiele Basketball
Bis 2011 fanden Bundesbestenspiele Basketball, für in Deutschland lebende Basketballer, die das fünfundvierzigste Lebensjahr erreicht haben, nach Altersklassen getrennt, als zweitägige Wochenendturniere, üblicherweise in den Monaten April und Mai, regelmäßig einmal im Jahr statt. Seit 2012 sind es in den Altersklassen Ü45, Ü50 und Ü55 offizielle Deutsche Meisterschaften.
Ab der Altersklasse Ü60 greift die bisherige Regelung, allerdings unter dem Namen „Bundesturnier“. Die Turniere sind ein nationaler Wettbewerb für trainierte Freizeitbasketballer, der außerhalb des strukturierten und geordneten Regelspielbetriebs im Bereich des Deutschen Basketball Bundes (DBB) bzw. seiner Landesverbände und deren Bezirke, ausgerichtet wird. Satzungsgemäß handelt es sich bei den Bundesturnieren Basketball um ein Angebot des Breiten- und Freizeitsports. Die Teilnehmer bzw. die teilnehmenden Mannschaften und deren Vereine organisieren und veranstalten die Turnierveranstaltungen in eigener Zuständigkeit und daraus abgeleiteter Verantwortung. Die Pokale für die Siegermannschaften der Turniere sind nach verstorbenen oder lebenden Persönlichkeiten des Deutschen Basketball Bundes benannt. Der erste Turnierwettbewerb der Bundesbestenspiele Basketball wurde 1980 veranstaltet. Im Zusammenhang mit den Bundesturnieren wird in jedem Jahr für die Altersklasse Ü70 ein Mixed-Turnier um den Dr. Ernst Bauer-Pokal gespielt und ergänzend ein gesondertes Jahrestreffen für die älter als siebzig Jahre alten Basketballer organisiert.

## Maxi-Basketball
Basketball wird von Spielern aller Altersstufen gespielt. Von Anfängern und erfahrenen Ligaspielern. Maxi-Basketball bezeichnet das Basketballspiel von erwachsenen Basketballern, die aufgrund ihres Alters nicht mehr am Regelspielbetrieb ihrer Verbände teilnehmen. Seit Anfang der 1990er Jahre hat sich international der Begriff Maxi-Basketball etabliert. Maxi-Basketballer sind Freizeit- oder Gesundheitssportler und keine Ligaspieler des Regelspielbetriebs.
Maxi-Basketball vereint das lebenslange Basketballspiel, im sportlichen Freizeitwettbewerb mit dem Erleben von Kameradschaft und Verständnis zwischen Freizeitsportlern, unabhängig von Alter, Geschlecht, Herkunft, Religion oder Status. Wichtig ist vielen Maxi-Basketballern der regelmäßige soziale Kontakt untereinander. Stets mit Respekt vor den Beweggründen, die James Naismith 1891 bewegten, das Spiel unter hoch aufgehängten Körben zu entwickeln.
Im Bereich des DBB gibt es zwei langjährig etablierte Maxi-Basketballwettbewerbe: die Deutschen Meisterschaften der Altersklassen Ü35 und Ü40 und die Altersklassenturniere der Bundesbestenspiele Basketball mit der unteren Altersgrenze fünfundvierzigstes Lebensjahr – beide Wettbewerbe getrennt für Frauen und Männer. Die Bundesbestenspiele Basketball sind beim DBB dem Bereich Oldies zugeordnet. Der Deutsche Basketball Bund beruft und entsendet keine National- oder Auswahlmannschaften für Oldies aller Altersgruppen.

## Zuständigkeit und Beteiligung des DBB
Der Deutsche Basketball Bund übt keinerlei Zuständigkeit und Verantwortung für die operative Durchführung der Bundesbestenspiele Basketball bzw. für das Management der einzelnen Turniere dieses Wettbewerbs aus. Sie werden von ihm bzw. dem Präsidium des DBB angemessen positiv und interessiert begleitet. Auf seiner Website informiert der DBB unter „Oldies“ über die Planung der geplanten Bestenspieleturniere und ermöglicht, dass über die gespielten Turniere von den Veranstaltern journalistisch berichtet werden kann.

### Freizeitsportangebot gemäß Satzung
Der DBB ist gemäß seiner Satzung verpflichtet den Breiten- und Freizeitsport zu fördern. Er bietet dazu, auch in Kooperation mit seinen Landesverbänden, neben dem tief strukturierten Regelspielbetrieb in den Ligen (die Bundesligen der Frauen und Männer verfügen über ein eigenes Ligamanagement) Streetball- und Beachbasketballturniere sowie Bundesbestenspiele Basketball für ältere Spieler an. Da Kraft, Schnelligkeit, Ausdauer, Koordination und Beweglichkeit mit zunehmendem Alter nachlassen und auch Veränderungen der Sinneswahrnehmung, die auch sportliche Abläufe beim Spiel beeinträchtigen können, wurden aufsteigend abgestufte Altersklassen gebildet. Dabei wird je Altersklassenturnier eine einzige Leistungsklasse angeboten, in der Spieler aller Ausbildungs- und Leistungsklassen zusammen spielen. 2007 wurde das Altersklassensystem der Bundesbestenspiele an die international gültigen Standards angepasst und ab der Altersstufe fünfundvierzig Jahre total auf fünf Altersstufen je Altersklasse umgestellt.

### Zielsetzung der Bundesbestenspiele
Eines der Ziele des DBB ist es, das lebenslange Basketballspiel im sportlichen Freizeitwettbewerb, Kameradschaft und Verständnis zwischen den Freizeitsportlern, unabhängig von Alter, Geschlecht, Herkunft, Religion oder Status durch die Veranstaltung von Bundesbestenspiele zu fördern sowie den Kontakt zu den Maxi-Basketballern in Deutschland und dessen Protagonisten immer wieder neu zu festigen. Dabei orientiert sich der DBB auch an dem Konzept Sports for all der olympischen Bewegung.

### Ausschreibung und Spielordnung
Es erfolgt durch den DBB keine Ausschreibung für die Bundesbestenspiele Basketball und die einzelnen Turniere des Pokalwettbewerbs. Für die Bundesbestenspiele Basketball hat der DBB keine spezielle Spielordnung beschlossen. Ein gesonderter Titel für die Sieger der Turniere der Bundesbestenspiele Basketball wurde vom DBB nicht bestimmt.

### Abgrenzung zur Deutschen Meisterschaft
Bei den Bundesbestenspiele Basketball handelt es sich um Mannschaftswettbewerbe für zwei Jahrgangsklassen der erwachsenen Frauen und fünf Jahrgangsklassen der erwachsenen Männer. Die Sieger der Bundesbestenspiele sind Jahrgangsmeister oder Altersklassenmeister. Ihr Turniersieg steht neben den verschiedenen vom DBB ausgeschriebenen, ebenfalls abgestuften Jugendmeisterschaften. Bundesbestenspiele und Jugendmeisterschaften des DBB sind deutlich abgegrenzt von den Meisterschaften für Frauen und Männer der beiden höchsten Wettkampfklassen der deutschen Basketballer. In den Sportarten der olympischen Bewegung werden die jeweiligen nationalen Titel, in Deutschland Deutscher Meister, in jeder Disziplin nur einer einzigen Mannschaft oder einer einzigen Person für den Sieg im höchsten nationalen Wettbewerb, grundsätzlich Frauen und Männer getrennt, ehrbezeichnend verliehen. Nur der Wettbewerb zur Ermittlung eines Deutschen Meisters, ermittelt von im Deutschen Olympischen Sportbund organisierter Sportfachverbände für Erwachsene, kann als Deutsche Meisterschaft bezeichnet werden. Die beiden Deutschen Meister der deutschen Basketballer werden im Wettbewerb der höchsten Bundesligen für Frauen und Männer ermittelt. Dazu wurden vom DBB Nutzungsrechte an den Titeln zeitlich begrenzt bzw. widerruflich an die Ligagesellschaften vergeben.

### Kommunikation und Marketing
Der DBB kommuniziert die Summe der besonderen Charakteristika der Bundesbestenspiele Basketball nicht. Es gibt kein Corporate Identity Konzept. Die besondere Identität der Turniere wird nicht vermittelt und kann somit extern nicht wahrgenommen werden. Vom DBB sind die Bundesbestenspiele Basketball bzw. die Turniere nicht oder nicht exakt positioniert. Auch wird ein visuelles Erscheinungsbild der Bundesbestenspiele Basketball nicht präsentiert. Basiselemente eines unverwechselbaren, prägnanten Corporate Design, wie Farbgebung, Schrifttypen, Symbole, Logo, Onlineauftritt im Web etc. sind nicht vorhanden und können als gemeinsames Erscheinungsbild nicht kommuniziert werden, zum Beispiel gegenüber den Medien.
Das Potential, dass durch die Teilnahme an Turnieren oder die Anwesenheit von Veteranen des deutschen Basketballs, ehemaliger Nationalspieler und früherer Teilnehmer an einem Meisterschaftsendspiel des DBB- oder DBV-Regespielbetriebes und/oder DBB-Pokalendspiel, wird nicht genutzt. Die Werbe- und Magnetfaktoren dieser herausragenden Spieler der verschiedenen Jahrzehnte des deutschen Basketballsports, über deren Erfolge in Form von Legenden berichtet werden könnte, wird total ignoriert.
Die Bundesbestenspiele Basketball verfügen über kein angemessen starkes eigenes Image. Die Bezeichnung „Deutsche Meisterschaften“ wurde für das Turnierjahr 2011 von den örtlichen Veranstaltern erstmals für sechs Turniere der Bundesbestenspiele eingeführt, vor allem um den Teilnehmervereinen zu ermöglichen, bei Städten und Gemeinden Beihilfeanträge für Auslagenersatz stellen zu können. Eine Bedeutung für die Umwidmung hatte auch, dass Mannschaften und deren Spieler, die eine Platzierung im Rahmen Deutscher Meisterschaften, Rang eins bis drei, erreichen, in den Jahresehrungen der Städte und Gemeinden ausgezeichnet werden können. Diese Bezeichnung „Deutsche Meisterschaft“ für die Bundesbestenspiele-Turniere ist nicht durch Satzung oder Ausschreibung des DBB begründet.

## Organisation der Altersklassenturniere

### Getrennte Wettbewerbe
Im Wettbewerb der Bundesbestenspiele der Basketballer in Deutschland spielen die beteiligten Spieler bzw. deren Mannschaften grundsätzlich getrennt nach ihrem Geschlecht. Auf der zweiten Strukturebene werden die Teilnehmer nach dem Alter der Spieler getrennt.

### Altersklassen
Im Spielbetrieb des Deutschen Basketball Bundes werden grundsätzlich unterschieden:
a) Frauen- und Männermannschaften (Erwachsenenmannschaften oder Senioren) und b) Mädchen- und Jungenmannschaften (Jugendmannschaften).
Die Bundesbestenspiele der Basketballer in Deutschland führen Mannschaften bzw. deren Freizeitspieler in exakt definierten und grundsätzlich strikt voneinander getrennten Altersklassen zusammen, um im fairen Wettbewerb eines jeden Spiels die Vergleichbarkeit der Leistungsfähigkeit der Teilnehmer zu ermöglichen. Die Altersklassen umfassen jeweils fünf Jahrgänge bzw. Altersstufen. Es gibt in keiner Altersklasse gesonderte Leistungsklassen, welche die Spieler bzw. deren Mannschaften nach ihrem Leistungsvermögen oder einer früheren Ligazugehörigkeit, von der Bezirksklasse bis zur Bundesliga, trennen würde.
Die Basketballer in Deutschland kennen seit 2007 folgende Altersklassen der Bundesbestenspiele Basketball: a) Herren Ü45 H, Ü50 H, Ü55 H, Ü60 H und Ü65 H sowie b) Damen Ü45 D und Ü50 D.
Zum Turnierjahr 2007 wurde die Struktur der bis dahin gültigen Altersklasseneinteilung geändert. Auf die Altersklasse Ü48 H wurde verzichtet. Neu eingeführt wurden die Altersklassen Ü45 H und Ü50 H.

### Teilnahme und Teilnehmer
Teilnehmen an den Bundesbestenspielen Basketball können gemeldete und zugelassene Mannschaften deutscher Basketballvereine, die einem DBB-Landesverband zugeordnet werden können. Spielgemeinschaften aus zwei oder mehreren Basketballvereinen sind bei Beachtung gegebener Regeln ebenso teilnahmeberechtigt. Alle Spieler einer teilnehmenden Mannschaft müssen die festgelegten Kriterien der Teilnahme für das von ihnen gewählte Turnier, wie Geschlecht und Alter, erfüllen. Bei den Turnieren der Bundesbestenspiele Basketball handelt es sich um Anmeldungsturniere. Jede teilnehmende Mannschaft hat bei Anmeldung an den örtlichen Veranstalterverein eine Gebühr zu entrichten. Nachweis von Geschlecht und Alter kann durch einen gültigen DBB-Teilnehmerausweis (Spielerpass) oder, ab den Altersklassen Ü45 D, Ü50 D und Ü60 H, durch ein gültiges Ausweisdokument erfolgen. Für die Teilnahme an den Turnieren der Bundesbestenspiele Basketball muss die Zugehörigkeit zu einem Basketballverein nicht nachgewiesen werden, ebenso nicht die Mitgliedschaft in dem Basketballverein der teilnehmenden Mannschaft oder einem anderen Sportverein. Sie wird bei Anmeldung durch einen Verein unterstellt. Die Zugehörigkeit einer Spielerin oder eines Spielers zu einer Turniermannschaft wird durch die Anmeldung bestimmt. Die Teilnahme an mehr als einem Altersklassenturnier ist möglich. In den Altersklassen Ü50 D, Ü60 H und Ü65 H wird bei Teilnahme kein DBB-Teilnehmerausweis für die Identifikation gefordert. Teilnehmer die keinen DBB-Teilnehmerausweis vorlegen, haben eine Haftungsausschlusserklärung abzugeben. Eine Spielerin oder ein Spieler kann dabei von Mannschaften verschiedener Basketballvereine, jeweils für eine andere Altersklasse, gemeldet werden.

### Teilnahme- und Einsatzberechtigung
Spielberechtigt sind Spieler in einer bestimmten Altersklasse, wenn ihr individuelles Alter mit der untersten Altersstufe der jeweiligen Altersklasse gleich oder wenn es größer ist. Stichtag ist der ersten Januar des jeweiligen Turnierjahres. Jede Teilnehmerin oder jeder Teilnehmer an den Bundesbestenspielen kann grundsätzlich in verschiedenen Altersklassen spielen. Es gilt der Grundsatz, 'alt spielt mit jung'. Solange eine Spielerin oder ein Spieler mit ihrem bzw. seinem Alter die untere Altersgrenze der jeweiligen Altersklasse noch nicht erreicht, ist sie bzw. er in der Altersklasse nicht spielberechtigt.
Ein neunundfünfzig Jahre alter Spieler der Altersklasse Ü55 H kann zum Beispiel nicht in der Altersklasse Ü60 H oder in einer höheren Klasse spielen. Er kann aber in der Altersklasse Ü45 H und/oder der Altersklasse Ü50 H in einer Mannschaft seines Vereins an den Bundesbestenspielen teilnehmen. Er benötigt stets seinen gültigen DBB-Teilnehmerausweis, ausgestellt für den Verein seiner Mannschaft.
Da die Turniere der Altersklassen nicht gemeinsam an einem einzigen Wochenende gespielt werden, ist es möglich, dass geeignet alte Spieler an mehreren Turnieren teilnehmen. Spieler der Altersklassen Ü45 D und Ü50 D und Spielern der Altersklassen Ü60 H und Ü65 H, ist es möglich mit Mannschaften verschiedener Basketballvereine an den Bundesbestenspiele Basketball teilzunehmen. Das ist möglich, weil in diesen Altersklassen kein gültiger DBB-Teilnehmerausweis, ausgestellt für den Verein seiner Mannschaft, vorgelegt werden muss. Die Identifikation erfolgt mit Hilfe eines Ausweisdokumentes.
Ein sechsundsechzig Jahre alter Spieler spielt zum Beispiel in der Altersklasse Ü65 H für eine Mannschaft des Vereins X, in der Altersklasse Ü60 H für den Verein Y und in der Altersklasse Ü55 H mit seinem gültigen DBB-Teilnehmerausweis für seinen Stammverein A.
Grundlegende Bestimmungen, welche die im Regelspielbetrieb die Spielberechtigung oder den Spielerwechsel regeln, kommen in den Altersklassen Ü45 D, Ü50 D, Ü60 H und Ü65 H nicht zur Anwendung.
Werden für Spieler von DBB-Landesverbände keine Teilnehmerausweise ausgestellt, entscheidet der Ausrichter über geeignete Nachweisverfahren mit Hilfe zur Verfügung stehender alternativer Verbandsdokumente.

## Management der Altersklassenturniere
Die teilnehmenden Mannschaften bilden je Altersklasse eine geschlossene Teilnehmergruppe, die sich im Sinne einer autonomen Gruppe weitgehend selbst organisiert und verwaltet. Auf die Abstimmung zwischen den Gruppen der Altersklassenmannschaften wird allerdings von den Organisatoren der Altersklassenwettbewerbe Wert gelegt.

### Ausschreibung durch die Veranstalter
Die Ausschreibung der Bundesbestenspiele Basketball erfolgt für die geplanten Turniere durch den jeweiligen zum Veranstalter bestimmten Basketballverein. Dieser fordert die an eine Teilnahme interessierte Mannschaften bzw. Basketballvereine zur Anmeldung und Anweisung der Meldegebühr auf.

### Zugang, Teilnehmerzahl und Qualifikation
Das Interesse an einem der Turniere der Bundesbestenspiele Basketball ist je Altersklasse unterschiedlich. Häufig wird aber die maximale Anzahl der teilnehmenden Mannschaften nicht erreicht. Wenn keine Plätze im Teilnehmerfeld frei sind, dann kann es für interessierte, neue Mannschaften schwierig werden, zu einem der Turniere zugelassen zu werden, da in der Qualifikation nur zwei freie Plätze ausgespielt werden. Je Turnier sind maximal sechzehn Mannschaften erwünscht bzw. zugelassen. Wurde ein Vorjahresturnier mit mehr als vierzehn Mannschaften gespielt und geht die Anmeldung einer oder weiterer Mannschaften für das Folgeturnier ein, dann können die gegebenenfalls auf den Plätzen fünfzehn und sechzehn platzierten Mannschaften nur an dem Folgeturnier teilnehmen, wenn es ihnen gelingen würde, sich vorher in einem gesonderten zentralen Qualifikationsturnier, im Wettkampf mit den neu gemeldeten Mannschaften, zu qualifizieren.

### Ausrichtung und Dauer
Je Altersklasse, jeweils für die Frauen- und Männermannschaften getrennt, wird ein gesondertes Turnier veranstaltet. Organisator und Veranstalter ist in der Regel der Sieger der Bundesbestenspiele im Vorjahr. Der Veranstalter des Altersklassenturniers sorgt grundsätzlich auch für einen angemessenen gesellschaftlichen Rahmen des Turniers und unterstützt die Teilnehmer bei der Auswahl von Hotels. Die Turniere werden an zwei Wochenendtagen gespielt. Die Vermarktung der Turniere kann durch die Ausrichter erfolgen. Für die teilnehmenden Mannschaften werden Meldegebühren fällig. Sämtliche vereinnahmten Erlöse verbleiben beim Ausrichter.

### Regeln, Schiedsrichter und Technische Kommissare
Gespielt wird nach den „Offiziellen Basketball-Regeln“ des DBB, auf der Grundlage der jeweils gültigen FIBA-Spielregeln. Sie sind, wegen der besonderen Anforderungen eines Wochenendturniers für ältere Freizeitbasketballer außerhalb des Regelspielbetriebes, zweckgerichtet abgeändert (Spielzeiten, Auszeiten, Freiwürfe, Spielerwechsel, Ausschluss beim vierten Foul etc.). Auf die Einhaltung gültiger Standards wird bei der Durchführung der Turniere bzw. der Spiele geachtet. Schiedsrichter sind in der Regel erfahrene Schiedsrichter aus dem Bereich des Deutschen Basketball Bundes, ausgestattet mit einer angemessenen Lizenz. Der DBB entsendet keine Technischen Kommissare zu den Turnieren der Bundesbestenspiele Basketball. Bei den Turnieren kann gegebenenfalls ein Schiedsgericht tätig werden.

### Siegerehrung
Die Bundesbestenspiele Basketball ermitteln je Altersklasse im Rahmen gesonderter Bundesbestenspielen-Turniere, für Frauen und Männer jeweils getrennt, die Siegermannschaft der Jahrgangsklassen. Dem Sieger wird zur Auszeichnung und Ehrung ein Pokal überlassen. Die Siegerehrung wird in der Regel von einem DBB-Funktionär oder einem Beauftragten des Deutschen Basketball Bundes vorgenommen.

## Kritische Würdigung
Folgende Mängel an den gegebenen Regularien der Bundesbestenspiele Basketball werden benannt:
- fehlendes Konzept für einen Maxi-Basketball-Spielbetrieb im Bereich des DBB
- Verwendung des dudenfernen und diskriminierenden Begriffs „Oldies“, für im Berufsalltag tätige Sportler, im Regelfall bis zum dreiundsechzigsten oder fünfundsechzigsten Lebensjahr.
- keine Ausschreibung der Bundesbestenspiele Basketball durch den DBB, mit exakter, nicht verwechselbarer Bezeichnung der Turniere (Turniername) und Benennung der Siegermannschaften der Wettbewerbsturniere (Turniertitel)
- Selbstverwaltung, den eigenen Interessen folgend, der an den Turnieren der Bundesbestenspiele Basketball auf Dauer beteiligten Mannschaften und Vereine (fehlende Satzungsgrundlage), je Turnierjahr nur zwei Absteiger
- Verzicht auf eine sportliche Qualifikation für die Mannschaften Rang eins bis Rang vierzehn eines Wettbewerbturniers für das jeweilige Folgeturnier der Bundesbestenspiele Basketball (Quasi-Ligaspielbetrieb ohne Leistungsnachweis bei Meldung)
- Teilnahme von Spielern an Turnieren der Bundesbestenspiele Basketball, die nicht ihre Spielberechtigung für den Verein ihrer Mannschaft durch ihren DBB-Teilnehmerausweis und nicht die Vereinszugehörigkeit nachweisen (Anwendung des Nachweisprinzips)
- keine Vorgaben für eine Mindestanzahl von Spielern je Mannschaft und Verpflichtung, jeden einsatzfähigen Spieler am Spiel aktiv teilhaben zu lassen (analog zum entsprechenden Fairplay-Gedanken der Mini-Basketballregeln)
- fehlende Hinweise, für nicht ausreichend trainierte Turnierteilnehmer, auf gegebene gesundheitliche Risiken (Tod eines Ü60-Spielers 2006 bei einem FIMBA-Turnier in Hamburg)